# Lauris Reiniks
Lauris Reiniks, född 11 juli 1979 i Dobele, är en lettisk sångare som släppt åtta studioalbum sedan 2002. 

## Karriär
Han har deltagit flera gånger i Lettlands nationella uttagning till Eurovision Song Contest. År 2003 vann han den nationella uttagningen som medlem i gruppen F.L.Y. med låten "Hello from Mars". I finalen i Eurovision Song Contest 2003 som hölls på hemmaplan i Lettlands huvudstad Riga den 24 maj 2003 slutade F.L.Y. på tjugofjärde plats med 5 poäng.
År 2010 släppte han sitt sjätte studioalbum Es skrienu. Albumet vann priset för bästa popalbum vid Latvian Music Awards samma år. År 2011 släpptes både en litauisk version med titeln Aš bėgu och en estnisk version med titeln Ma jooksen. De var hans första album på litauiska och estniska. Det enda album han släppt tidigare som ej var på lettiska var debutalbumet Planet 4 2 som var helt på engelska.

## Diskografi

### Album
- 2002 – Planet 4 2
- 2003 – Lidot savādāk
- 2003 – Tik balti
- 2005 – Debesskrāpju spīts
- 2007 – Nakts veikalā
- 2010 – Es skrienu
- 2011 – Aš bėgu (Litauisk version av Es skrienu)
- 2011 – Ma jooksen (Estnisk version av Es skrienu)